# テレフォン・ノイローゼ
「テレフォン・ノイローゼ」は1976年12月20日に発売された甲斐バンドの6枚目のシングル。

## 概要
『ガラスの動物園』からのシングルカット。イントロがフェイド・インするシングル・エディット・バージョンである。
カップリングは『英雄と悪漢』からのシングルカットで、こちらは1分以上早くフェイド・アウトするシングル・エディット・バージョン。

## 収録曲
- 全作詞・作曲・編曲：甲斐よしひろ

1. テレフォン・ノイローゼ （Single Version）
2. 風が唄った日 （Single Version）
弦編曲：乾裕樹